# باولا باتون
باولا ماكسين باتون (بالإنجليزية: Paula Patton)‏ (ولدت في 5 ديسمبر 1975) هي ممثلة أميركية اكتشفها المخرج توني سكوت. أبوها محام أفريقي-أمريكي بينما والدتها معلمة من أصول هولندية، تخرجت من مدرسة الفنون «هاميلتون العليا» في لوس أنجلوس، ودرست السينما في جامعة جنوب كاليفورنيا في برنامج الصيف، وعملت مساعد منتجة لأفلام وثائقية تلفزيونية، وكذلك أحد البرامج الحوارية حتى أنتجت فيلماً وثائقياً يحمل اسم «يوميات طبية» عام 2000. معروفة بأدوارها في عدة أفلام مثل هيتش، وديجا فو، ومرايا، والثمينة، وفيلم المهمة المستحيلة: بروتوكول الشبح، وفيلم ترافيك.

## النشأة والتعليم
ولدت باولا في لوس أنجلوس كاليفورنيا لجويس فانرادن أستاذة من أصول هولندية وتشارلز باتون، محام أمريكي من أصل أفريقي.
تخرجت من المدرسة الثانوية لهاميلتون ثم التحقت بجامعة بيركيلي لمدة عام ثم دفعت ملفها لمتابعة دروس مقترحة من مدرسة USC للسينما التابعة لجامعة كاليقورنيا الجنوبية.

## حياتها الشخصية
في عام 1991 وحينما كانت في السادسة عشر التقت باتون بالمغني روبين ثيك والذي كان في الرابعة عشر آنذاك في إحدى نوادي الهيب هوب لمن هم تحت ال 21 عاماً يدعى Balistyx (والذي شارك في تأسيسه واستضافته مغني الراب والممثل ديفيد فاوستينو) بمنطقة Sunset Strip بمدينة لوس أنجلوس، وهناك دعاها ثيك للرقص. وفقاً لثيك فقد غنى لها أغنية لستيفي واندر تدعى Jungle fever حينما رقصا سوياً. بدأ الثنائي بالتواعد في عام 1993 وتزوجا في الحادي عشر من يونيه في عام 2005. وفي السابع من أبريل لعام 2010 وضعت باتون مولودهم الأول جوليان فويجو. أعلن الثنائي انفصالهما في الرابع والعشرين من يناير لعام 2014 أي بعد 21 عاماً من بقائهم سوياً و9 سنوات من الزواج. في الثامن من أكتوبر لعام 2014 تقدمت باتون بطلب الطلاق وطلب حضانة طفلهم. تم إتمام إجراءات الطلاق في العشرين من مارس لعام 2015.
في يناير لعام 2017 رفض أحد القضاة مطلب باتون بالحد من حضانة ثيك لطفلهم بعد أن اتهمته باتون بالعنف ضد الأطفال. لاحقاً في ذلك الشهر مُنحِت باتون حضانة منفردة ومذكرة بعدم التعرض تضمنت أبنها جوليان وأمها جويس باتون ضد ثيك بعد اتهامها له بالعنف الاسري والخيانة الزوجية وإدمان المخدرات والكحول. وقد ذكرت باتون بالتفصيل في مستندات المحكمة عن الكثير من حالات العنف وصرحت قائلة: «نظراً لتاريخ روبين من ضربي بقبضة مغلقة وإلقائي على الأرض وركلي بأقدامه فلم يكن لدي أي شك أنه قادر على إيذاء جوليان، خاصة بعد تعاطيه الكوكايين والكحول وأي مواد أخرى كان قد تورط بتعاطيها.»
غير أن باتون توصلت إلى اتفاق حول حضانة مشتركة مع ثيك في أغسطس 2017.

## قائمة أفلامها
| السنة | عنوان الفيلم                     | الدور                          | ملاحظات           |
| ----- | -------------------------------- | ------------------------------ | ----------------- |
| 2005  | هيتش                             | ماندي                          |                   |
| 2005  | لندن                             | أليكس                          |                   |
| 2006  | إيدل وايلد                       | أنجيل دافينبورت / سالي ب. شيلي | idlewild          |
| 2006  | ديجا فو                          | كلير كاشفير                    |                   |
| 2008  | ميرورز                           | إيمي كارسون                    |                   |
| 2008  | سوينغ فوت                        | كيت ماديسون                    | swing vote        |
| 2009  | الثمينة                          | السيدة بلو رين                 |                   |
| 2010  | جاست رايث                        | موران أليكساندر                | just wright       |
| 2011  | المهمة المستحيلة: بروتوكول الشبح | جين كارتر                      |                   |
| 2011  | جامبين ثا بروم                   | صابرينا واتسون                 | jumping the broom |
| 2012  | غير متصل                         | سيندي هال                      |                   |
| 2013  | مسدسان                           | ديب                            |                   |
| 2013  | Mercy                            | سينثيا                         | فيلم قصير         |
| 2013  | Baggage Claim ‏                   | مونثانا موور                   |                   |
| 2014  | عن الليلة الأخيرة                | أليسون                         |                   |
| 2016  | Past Forward                     | Pursuing Photographer #2       | فيلم قصير         |
| 2016  | النتيجة الكاملة                  | شيري                           | من إنتاجها        |
| 2016  | ذا دو-أوفر                       | هيذر فيشمان                    |                   |
| 2016  | ووركرافت                         | جارونا هالفورسن                |                   |
| 2018  | ترافيك                           | بريا                           | من إنتاجها        |

| السنة | العنوان                                | الدور              | ملاحظات                           |
| ----- | -------------------------------------- | ------------------ | --------------------------------- |
| 2005  | Murder Book                            | المحقق أنجلا كيلوج |                                   |
| 2010  | القانون والنظام: الوحدة الخاصة للضحايا | ميكا فون           | حلقة: "Wet"                       |
| 2012  | سيدات عازبات (مسلسل)                   | ليلى تويلايت       | حلقات: "أعمال الصداقة" و"حب سريع" |
| 2013  | شارع السمسم (مسلسل أطفال)              | Herself            | حلقة: "أفضل بيت للعام"            |
| 2015  | Runner                                 | لورين ماركس        |                                   |
| 2015  | بروجيكت رانواي                         | هيرسيلف / حكم ضيف  | حلقة: "Haute Tech Couture"        |
| 2017  | Somewhere Between ‏                     | لورا برايس         | الدور الرئيس; الحلقة 10           |

## وصلات خارجية
- باولا باتون على موقع IMDb (الإنجليزية)
- باولا باتون على موقع روتن توميتوز (الإنجليزية)
- باولا باتون على موقع ألو سيني (الفرنسية)
- باولا باتون على موقع ميوزك برينز (الإنجليزية)
- باولا باتون على موقع أول موفي (الإنجليزية)
- باولا باتون على موقع بوكس أوفيس موجو (الإنجليزية)
- باولا باتون على موقع قاعدة بيانات الأفلام السويدية (السويدية)
- باولا باتون على موقع إن إن دي بي (الإنجليزية)
- باولا باتون على موقع قاعدة بيانات الفيلم (الإنجليزية)
- باولا باتون على موقع كينوبويسك (الروسية)